# トリュフォーの思春期
『トリュフォーの思春期』（L'Argent de poche）は1976年公開のフランスの映画。フランソワ・トリュフォー監督。主題曲はシャルル・トレネの『日曜日は退屈』。原題は直訳すると「おこづかい」。登場人物は思春期というよりは思春期前の幼い子供たちである。
子供好きのトリュフォーが、夏休み前の子供たちの何気ない日常を断片的なエピソードでつづった話。児童虐待や子供の権利向上を訴えるシーンもある。主要な役を演じたのは数百人のオーディションから選ばれた子供たちであるが、モリエールの『守銭奴』の朗読がおもしろかった子供にはしかるべき役を与えたそうである（フランクとマチューの兄弟など）。
映画を小説化した作品『子供たちの時間』が発表されている。

## ストーリー
フランスの小都市ティエールの小学校。パトリック、ブルーノ、ローラン、兄弟のクローディオとフランクのクラスに、薄汚いなりをしたジュリアンが転入してくる。どこか陰のある少年だったが、子供たちはすぐに打ち解け、TVドラマ「刑事コロンボ」の話題で盛り上がった。彼らは、時に映画館へ無銭入場したり、友達にでたらめなヘアカットをしたりと、わんぱく盛り。
クラスを受け持つリシェ先生が住むアパルトマンにも、子供たちのユーモラスな日常がある。好奇心いっぱいのグレゴリー坊やは、ペットの猫を追いかけてベランダからあわや…。警察署長の娘シルビーは反抗期の真っただ中。家族で食事に出かけるときにハンガーストライキを起こして、部屋に鍵を掛けられてしまった。それに対して彼女は突飛な方法でやり返す。
思春期を迎えたパトリックは、ローランの美人の母親に恋をする。なけなしの小遣いをはたいて買ったバラの花束をプレゼントするが、彼女には「お父さんにありがとうって伝えて」と言われてガッカリ。
ある日、学校の身体検査のとき、服を脱ぎたがらないジュリアンを先生がむりやり裸にすると、その体には夥しい数のアザがあった…。学校側は警察に通報し、彼の母と祖母は逮捕されていく。夏休みを前に一時騒然となったクラスに、リシェ先生は語りかける。「人生は生易しいものではない、強く心を持ちなさい。」と。
そして待望の夏休み、子供たちは林間学校で過ごす。そこでパトリックはマルチーヌという可愛い女の子と知り合い、みんなに冷やかされながらも2人はファーストキスを交わした。こうして子供たちは一歩ずつ、思春期の階段を上がっていくのだった。

## キャスト
- リシェ先生：ジャン＝フランソワ・ステヴナン
- プチ先生：シャンタル・メルシエ
- 校長先生：マルセル・ベルベール（フランス語版）
- パトリック・デムーソー：ジョリー・ド・ジヴレー
- ジュリアン・ルクルー：フィリップ・ゴールドマン
- マルチーヌ：パスカル・ブリュション
- パトリシア：エヴァ・トリュフォー（フランス語版）
- マドレーヌ・ドワネル：ローラ・トリュフォー

## 解説
- 冒頭で絵葉書を出すマルチーヌの父親役としてトリュフォーが出演している。
- パテ社風のニュース映画に登場する「口笛吹のオスカル」は、ジャン・ルノワール監督の『フレンチ・カンカン』に出てくる口笛吹のピエロのパロディー。なお、オスカルの母親の名前「マドレーヌ・ドワネル」は、トリュフォーの前妻マドレーヌ・モルゲンステルヌと『大人は判ってくれない』の主人公アントワーヌ・ドワネルを組み合わせたものであり、トリュフォーとマドレーヌの間にできた娘ローラ・トリュフォーが演じている。またパトリシアを演じたエヴァ・トリュフォーも実の娘である。
- 10階から落ちて助かったグレゴリー坊やのエピソードは実際にあったニュースから。アパートの11階、25メートルの高さから落ちたミミール坊やが、軽い骨折をしただけで助け起こされ、「ミミールどしんしちゃった」と言ったというもの。ミミールはフランス政府から「最も強いフランス人」として表彰された。
- パトリックが同級生の母親に恋をしてバラを贈ると「パパにありがとうって伝えて」と言われてしまうエピソードは劇作家のサシャ・ギトリの少年時代の体験から。